# يوسف فوفانا
يوسف فاليكو فوفانا (26 يوليو 1966

 في ديفو) (بالفرنسية: Youssouf Falikou Fofana)‏ لاعب كرة قدم عاجي معتزل كان يجيد اللعب في خط الوسط وكان لاعب مهاري من الدرجة الأولى لاعب وسط.

## تنقلاته
لعب فوفانا في أندية أسيك ميموساس (1979-1984) كان (1984-1985) موناكو (1985-1993) بوردو (1993-1995) كارسياكا (1995) النصر (1995-1996 وعاد للفريق عام 1998).

## مساهماته
ساهم فوفانا في تتويج نادي موناكو ببطولة دوري الدرجة الأولى موسم 1987/1988 وكأس فرنسا موسم 1990/1991.
أظهر عصارة خبرته أثناء فترة احترافه مع نادي النصر السعودي موسمي 1996 و1998 فأبدع على الجناح الأيسر فحاز على هتاف الجماهير بطريقة مذهلة، وكان من ضمن أهدافه هدفان جميلان في مرمى غريمهم التقليدي (الهلال) في كلا المواجهتين اللتين خاضهما أمامه، ووصل مع الفريق إلى نصف نهائي الدوري وإلى نهائي الكأس وحقق معه بطولة كأس الاتحاد وساهم بهدف الفوز.

## مع منتخب بلاده
شارك فوفانا مع منتخب ساحل العاج في الفترة من 1983 إلى 1992 حيث اختتمها بمساهمته في تتويجه ببطولة كأس الأمم الأفريقية لكرة القدم 1992 التي أقيمت في السنغال.

## روابط خارجية
- يوسف فوفانا على موقع اتحاد تركيا (لاعب) (الإنجليزية)
- يوسف فوفانا على موقع رابطة كرة القدم الفرنسية للمحترفين (الإنجليزية)
- يوسف فوفانا على موقع قاعدة بيانات كرة القدم.إي يو (الإنجليزية)
- يوسف فوفانا على موقع ليكيب (الفرنسية)
- يوسف فوفانا على موقع ناشيونال فوتبول تيمز (الإنجليزية)